# An Se-young
Det här är en artikel om en person med koreanskt personnamn; An är familjenamnet.
An Se-young, född den 5 februari 2002 i Gwangju, Sydkorea är en koreansk badmintonspelare som bland annat vunnit OS-guld i singel.

## Karriär
An fick sitt genombrott 2019 då hon utsågs till den mest lovande spelaren av Badminton World Federation. Sedan dess har hon vunnit flera tävlingar på världstouren. 2022 vann An sitt sin första VM-medalj med ett brons i damsingel på världsmästerkapen i badminton 2022. 2023 vann hon sitt första VM-guld i Köpenhamn, efter att ha slagit Carolina Marín med 21-12, 21-10 i finalen. 2023 blev hon också den första sydkoreanska spelaren på 27 år att vinna den prestigefulla tävlingen All England Open Badminton Championships.
An deltog i sitt första OS 2021 vid de olympiska sommarspelen 2020 där hon blev utslagen i kvartsfinal av den blivande guldmedaljören Chen Yufei.Vid olympiska sommarspelen 2024 deltog An i sitt andra OS och vann guld efter 21-13, 21-16 i finalen mot He Bing Jiao.